# Молодіжний парламент Греції

Розподіл місць в Молодіжному Парламенті Греції

Молодіжний Парламент Греції (Βουλή των Εφήβων, у перекладі «Парламент Підлітків») — це молодіжна неприбуткова парламентська організація, метою якої є заохочення молоді Греції до активної участі в політичному житті країни і допомога в становленні активної громадянської позиції молодого покоління. Створена у 1994 році.
В результаті діяльності Молодіжного Парламенту підлітки Греції не тільки отримують корисні знання і досвід про роботу державного апарату країни, його внутрішньодержавну структуру, але й мають безпосердню можливість взяти участь у керівництві країною. Таким чином підлітки пропонують свої ідеї щодо поліпшення економіко-політичного стану країни, в результаті чого укріплюється зв'язок між владою і народом, закріплюється демократичний державно-політичний режим країни.
Девіз Молодіжного Парламенту — «Уяву до влади»(«Η Φαντασία στην Εξουσία»).

## Історія
Молодіжний Парламент Греції є освітньою програмою, яка вперше була організована Парламентом Греції у школах і вищих навчальних закладах у 1995—1996 роках і з тих пір працює щорічно у співпраці з Міністерством Освіти Греції та Кіпру. З 2002 року співпрацює з Міністерством Зайнятості та Соціального Захисту. Програма розроблена для учнів шкіл і технічних професійних, а також для студентів вищих навчальних закладів країни, студентів грецьких шкіл за кордоном, а також для учнів гімназій і технічних шкіл Кіпру. Студент, який бере участь у Програмі, повинен бути не старшим за 20 років.
Для того, щоб взяти участь у поданій програмі, учень або студент має відповісти на два запитання, а саму відповідь (невеличке ессе, обсягом 50 — 150 слів) надіслати онлайн-комісії з оцінювання.
Перевірка робіт проходить в ІТ-школах і займає приблизно годину. За допомогою цифрового додатку-програми кожен учень чи учениця, що бере участь, отримує спеціальний код, який дозволяє, в разі отримання оцінки «відмінно», взяти участь в електронному процесі жеребкування підлітків-депутатів.

## Склад Парламенту
Молодіжний Парламент Греції складається з 300 чоловік, з яких 260 — громадяни Греції, 20 — Кіпру, а ще 20 — представники грецької діаспори (громадяни Австралії, Бельгії, Великої Британії, Ефіопії, Єгипту, Ізраїлю, Йорданії, Канади, Лівії, Німеччини, США і ПАР).

## Структура Парламенту
Структура Молодіжного Парламенту нагадує традиційний Парламент Греції. Всього є п'ять парламентських комітетів, що мають ті ж самі функції, як і основні комітети. До складу Молодіжного Парламенту входять:
- Пленарій
- Комітет оборони і зовнішньої політики
- Комітет з питань освіти
- Комітет фінансів, виробництва і комерції
- Комітет громадської адміністрації, порядку і правосуддя
- Комітет з соціальних питань